# Hogna reducta
Hogna reducta este o specie de păianjeni din genul Hogna, familia Lycosidae. A fost descrisă pentru prima dată de Bryant în anul 1942.
Este endemică în Virgin Is.. Conform Catalogue of Life specia Hogna reducta nu are subspecii cunoscute.